# 1-1-1

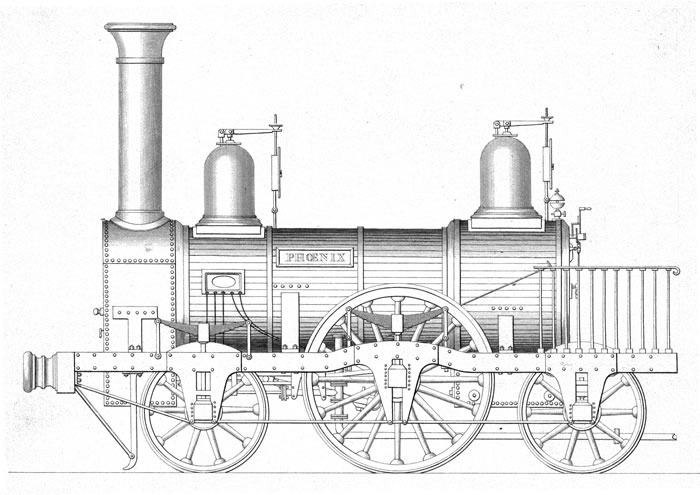
Британський паровоз «Фенікс» тип 1-1-1

1-1-1 — тип паровоза з однією бігунковою, однією рушійною і однією підтримуючою осями.
Інші варіанти запису:
- Американський — 2-2-2
- Французький — 111
- Німецький — 1A1
- Турецький — 13
- Швейцарський — 1/3

## Види паровозів 1-1-1
В Росії паровози даного типу експлуатувалися на Царськосільській залізниці з моменту її відкриття в 1836 році (паровози «Богатир», «Стефенсон» і т.д.).